# Thomas Collins Banfield
Thomas Collins Banfield (* 3. April 1802 in Castlelyons County Cork, Irland; † 24. November 1855 in Bukarest, Rumänien) war ein irischstämmiger Philologe und Nationalökonom.

## Leben und Beruf
Thomas Collins Banfield, Sohn von John Francis Banfield (1768–1830) und Elisabeth Collins, entstammte einer protestantischen irischen Familie. Über seine Kindheit und Jugend ist nichts bekannt, doch deuten seine schon in jungen Jahren vorzüglichen Sprachkenntnisse darauf hin, dass er bereits frühzeitig enge Kontakte zum deutschsprachigen Raum unterhielt oder dort aufgewachsen war.
Banfields erste Lebenshälfte, die er hauptsächlich in Deutschland und Österreich verbrachte, wurde von philologischen und künstlerischen Interessen dominiert. Bis 1828 diente er am bayerischen Hof in München als persönlicher Bibliothekar des Kronprinzen Maximilian II. Joseph und als Sprachlehrer. Im Anschluss war er für einige Monate als außerordentlicher Professor für englische Sprache und Literatur am Collegium Carolinum zu Braunschweig tätig, wurde aber bereits am 12. Oktober 1828 wegen Ungehorsams entlassen.  Im Sommer 1829 erhielt er eine Anstellung als Lektor der englischen Sprache an der Georg-August-Universität Göttingen, welche er bis zum Sommersemester 1831 innehatte. Zu seinen dortigen Studenten gehörte der ihm aus München vertraute Kronprinz Maximilian. Banfields Lehrdeputat in Göttingen umfasste acht Wochenstunden. Den Lektionen legte er unter anderem seine 1829 herausgegebene zweibändige Anthologie „The beauties of the poets of Great Britain“ zugrunde. Um den deutsch-englischen Kulturaustausch machte sich Banfield in dieser Zeit auch mit einer Übersetzung des Wilhelm Tell von Friedrich Schiller verdient.
Durch Vermittlung des Göttinger Anthropologen Johann Friedrich Blumenbach, der ihn als Hausfreund schätzte, lernte Banfield im Frühjahr 1830 Johann Wolfgang von Goethe kennen. Dessen Tagebuch vom 12. April 1830 belegt einen Besuch in Weimar. Mit Goethes Irland-begeisterter Schwiegertochter Ottilie von Goethe, die er vermutlich bei dieser Gelegenheit kennengelernt hatte, blieb er bis mindestens in die 1840er Jahre freundschaftlich verbunden.
Im zweiten Halbjahr 1831 verlegte Banfield seinen Wohnsitz nach Wien, wo er neben Privatvorträgen über englische Sprache und Literatur  zwei 1832 erschienene grammatische Lehrbücher verfasste.
Als Externer legte Banfield 1834 an der Universität Wien seine im Druck 25-seitige Ausarbeitung „De montium apud antiquissimas gentes cultu“ als Dissertation vor, eine archäologisch-mystische Untersuchung über die religiöse Verehrung der Berge.
Am 2. Mai 1835 heiratete Banfield in Wien Josephine (von) Frech (* 23. März 1809; † 15. Januar 1882), Tochter des kaiserlich-königlichen Forstmeisters Joseph Franziskus Frech (1770–1836). Aus der Ehe gingen sechs Kinder hervor, unter anderem der erstgeborene Sohn Richard Mitis Banfield (1836–1906), der spätere Vater des österreichischen Marinefliegers Gottfried von Banfield (1890–1986).
Der mit Banfield befreundete Medizinhistoriker Romeo Seligmann schrieb nach dessen Tod aus der Erinnerung: „[v]iele Jahre in Wien lebend, schuf Banfield hier sich ein freundliches Heim; geistig wie körperlich eine liebenswürdige Persönlichkeit, ging er trotz des Ballastes einer vielseitigen Gelehrsamkeit leichten Schrittes durch die Welt, eine heitere Elasticität auch bei manchmal schwerem Drucke bewahrend.“  Eine Frucht des ungefähr ein Jahrzehnt währenden Aufenthaltes Banfields in Österreich und eines der ersten Zeugnisse seiner sich nun verstärkt durchsetzenden wirtschaftswissenschaftlichen Interessen war die 1842 in London veröffentlichte Abhandlung „The Austrian Empire; her population and ressources“.
Nachdem die Banfields in den frühen 1840er Jahren vorübergehend in Augsburg ansässig waren, nahm die Familie gegen Ende 1843 ihren Wohnsitz in Wiesbaden. Einer der Vorteile dieser Ortswahl war für Banfield die gute Verkehrsanbindung, die er nun häufig für seine intensive Reisetätigkeit nach Großbritannien nutzte. Kurz nach dem Umzug von Augsburg schrieb Banfield einem Freund, er „stehe davor ein System der Staatswirthschaft herauszugeben, indem die jetzigen, zumal die in England beliebten, den Bedürfnissen der Zeit keineswegs nachkommen.“
Die kritische Auseinandersetzung mit den in Großbritannien seinerzeit tonangebenden Lehren, besonders der Schule David Ricardos, bestimmte fortan Banfields öffentliches Engagement, das sich ab 1843 in Publikationen und Vorlesungen, etwa an der University of Cambridge und im Londoner Institute for Economical Sciences, niederschlug.
Als nationalökonomischer Gelehrter geriet Banfield, der trotz seiner Ambitionen kein originäres und in sich kohärentes System vorlegte, recht bald in Vergessenheit. Sein Hauptverdienst war, wie schon in früheren Jahren auf belletristischem Gebiet, die Vermittlung zwischen Großbritannien und dem kontinentalen Europa, indem er Ökonomen wie Johann Heinrich von Thünen, Friedrich von Hermann, Heinrich Friedrich von Storch und Pellegrino Rossi, von denen er selbst sich stark inspiriert fühlte, im englischsprachigen Raum bekannt machte. Banfield war ein erklärter Anhänger der von Friedrich von Hermann begründeten subjektiven Wertlehre und ein rigoroser Verfechter der freien Marktwirtschaft unter Beschränkung staatlicher Einflussnahmen auf marginale Korrekturen. Die zu seiner Zeit gerade in Großbritannien unübersehbaren sozialen Konsequenzen von Liberalismus und Kapitalismus ignorierte er keineswegs, hielt sie jedoch im Glauben an die Selbstregulierung des Marktes im Interesse aller und an die ethisch fundierte Weitsicht kapitalstarker Wirtschaftsakteure nicht für systemimmanent.

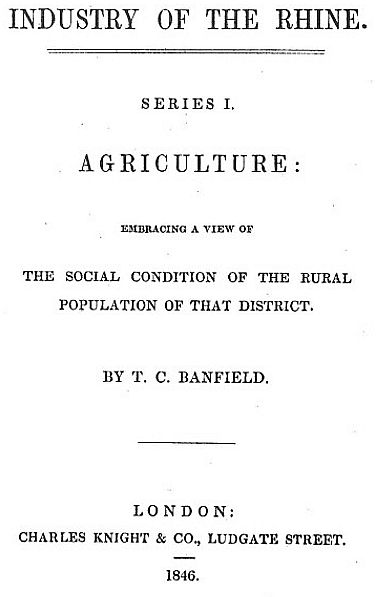
Titelblatt: Thomas C. Banfield: Industry of the Rhine. Series I: Agriculture. London : Knight, 1846

War Banfield seit den 1840er Jahren auch zunehmend in Großbritannien eingebunden, so blieb doch Deutschland für ihn ein zentraler Lebenspunkt. Studienreisen, die er 1846/47 durch die rheinischen Provinzen unternahm, ergänzt durch frühere Beobachtungen in Süddeutschland, waren die Grundlage für seine umfangreiche Darstellung „Industry of the Rhine“, 1846 und 1848 in zwei, den agrarischen und industriell-gewerblichen Verhältnissen gewidmeten Bänden erschienen – wiederum ein Beispiel für den von Banfield erstrebten Wissenstransfer zwischen Kontinentaleuropa und Britannien, aber auch ein für die Wirtschaftsgeschichtsschreibung in Deutschland selbst relevantes Quellenwerk.
Bei aller Gelehrsamkeit war Banfield offensichtlich eine stark praktisch orientierte und erfindungsreiche Persönlichkeit. Er trat wiederholt als Inhaber von Patenten in Erscheinung, etwa 1846 für die Erfindung einer Maschine zur Erzaufbereitung. In den preußischen Kreisen Siegen und Altenkirchen war er eine Zeit lang unternehmerisch mit Projekten zur Eisen- und Kobalterzaufbereitung befasst.
Auf Empfehlung des britischen Premierministers Sir Robert Peel wurde Banfield 1846 als Sekretär im Privy Council (Geheimer Kronrat) eingestellt. Sein letzter Auftrag im Staatsdienst führte ihn 1855 nach Südosteuropa, um die materielle und finanzielle Versorgung des britischen Land Transport  Corps während des Krimkrieges zu beaufsichtigen. Auf dieser Mission verstarb Banfield in Bukarest, wo er auch beigesetzt wurde, an den Folgen eines Schlaganfalls.

## Schriften
- The beauties of the poets of Great Britain with explanatory notes., Braunschweig : Vieweg, 1829 (2 Bände, 584 und 478 Seiten).
- William Tell. A dramatic poem, translated from the German of Schiller. London : Black, Young, and Young; Nachdruck Braunschweig 1831: Vieweg.
- Neue praktische Grammatik der englischen Sprache für Deutsche. Wien : Tendler, 1832.
- A key to the practical Englisch grammar for Germans. Wien : Tendler, 1832.
- Über die Baudenkmäler des Alterthums in historischer Rücksicht, in: Wiener Zeitschrift für Kunst, Literatur, Theater und Mode, 1833, S. 753–756 und 760–762. Link
- De Montium apud antiquissimas gentes cultu. Dissertatio auctore Thoma C. Banfield. Wien : Gerold, 1834, 25. S.
- The Austrian Empire; her population and resources. London : Taylor, 1842.
- Six letters to the Right Hon. Sir Robert Peel, Bart., being an attempt to expose the dangerous tendency of the theory of rent advocated by Mr. Ricardo, and by the writers of his school. London : Taylor, 1843. Link
- The organization of industry, explained in a course of lectures delivered in the University of Cambridge in Easter term 1844. London : Longman, Brown, Green, and Longmans, 1844.
- Four lectures on the organization of industry; being part of a course delivered in the University of Cambridge in Easter term 1844. London : Taylor, 1845.
- Nationalökonomische Briefe, in: Neue Jahrbücher der Geschichte und Politik, hrsg. von Friedrich Bülau, 1845/II, S. 428–438, 1846/I, S. 62–73 und 324–346, 1846/II, S. 237–246 und 344–362. Link
- Industry of the Rhine. Series I: Agriculture. London : Knight, 1846.
- The progress of the Prussian nation. 1805, 1831, 1842. By T. C. Banfield, Esq., F.S.S., of the Privy Council Office, Corresponding Member of the Central Statistical Commission of Brussels. [Read before the Statistical Society of London, 20th December, 1847] , In: Journal of the Royal Statistical Society, London, 11 (1848), S. 25–37.
- Industry of the Rhine. Series II: Manufactures. London : Knight, 1848.
- The economy of the British Empire; containing a condensed tabular survey, with appropriate discussion of the territories, population, resources and government of the British Empire and its dependencies. London : David Bogue, 1849.